# Regularización de Hadamard
En matemáticas, la regularización de Hadamard (también llamada parte finita de Hadamard) es un método de regularización de integrales divergentes en el cual se eliminan ciertos términos divergentes de la integral para quedarnos con resultado finito. Este método fue introducido por el matemático francés Jacques Hadamard en 1923. Riesz mostró que este procedimiento puede interpretarse como tomar como resultado de la integral divergente la extensión analítica de una integral convergente.
Si el valor principal de Cauchy de la integral:
{\displaystyle \int _{a}^{b}{\frac {f(t)}{t-x}}\,dt}
existe, entonces la parte finita de Hadamard puede definirse como:
{\displaystyle \int _{a}^{b}{\frac {f(t)}{(t-x)^{2}}}\,dt={\frac {d}{dx}}\int _{a}^{b}{\frac {f(t)}{t-x}}\,dt.}
También puede calcularse a partir de la definición:
{\displaystyle \int _{a}^{b}{\frac {f(t)}{(t-x)^{2}}}\,dt=\lim _{\varepsilon \to 0}\left\{\int _{a}^{x-\varepsilon }{\frac {f(t)}{(t-x)^{2}}}\,dt+\int _{x+\varepsilon }^{b}{\frac {f(t)}{(t-x)^{2}}}\,dt-{\frac {2f(x)}{\varepsilon }}\right\}.}